# Conus bulbus
Espèce
Statut de conservation UICN

 LC  : Préoccupation mineure
Conus bulbus est une espèce de mollusques gastéropodes marins de la famille des Conidae.
Comme toutes les espèces du genre Conus, ces escargots sont prédateurs et venimeux. Ils sont capables de « piquer » les humains et doivent donc être manipulés avec précaution, voire pas du tout.

## Description
La taille de la coquille varie entre 15 mm et 45 mm.

## Distribution
Cette espèce est présente dans l'océan Atlantique au large de l'Angola.

### Niveau de risque d’extinction de l’espèce
Selon l'analyse de l'UICN réalisée en 2011 pour la définition du niveau de risque d'extinction, cette espèce est endémique de la côte de l'Angola, de Benguela au nord jusqu'à juste au nord de Lucira, une distance d'environ 400 km en suivant la côte. L'espèce est commune dans son aire de répartition (E. Monnier comm. pers. 2011), avec de nombreux emplacements le long de la côte. Il n'y a pas de menaces spécifiques actuelles liées au développement urbain ou à d'autres facteurs anthropiques majeurs. Des prospections pétrolières ont été effectuées le long de la côte angolaise et, éventuellement, l'exploration pétrolière pourrait avoir un effet sur la côte angolaise dans le futur, mais il n'y a pas de développement actuel de ces activités. L'espèce a été évaluée comme étant de préoccupation mineure.

## Taxonomie

### Publication originale
L'espèce Conus bulbus a été décrite pour la première fois en 1843 par l'éditeur et naturaliste britannique Lovell Augustus Reeve (1814-1865) dans la publication intitulée « Conchologia Iconica, or, illustrations of the shells of molluscous animals »,.

### Synonymes
- Conus (Lautoconus) bulbus Reeve, 1843 · appellation alternative
- Varioconus bulbus (Reeve, 1843) · non accepté

## Identifiants taxonomiques
Chaque taxon catalogué par les bases de données biologiques et taxonomiques possède un identifiant qui permet d'établir un point de référence. Les identifiants de Conus bulbus dans les principales bases sont les suivants :
CoL : 5ZXNM - GBIF : 5728309 - iNaturalist : 150320 - IRMNG : 11289785 - TAXREF : 94333 - UICN : 192283 - WoRMS : 224486